# Songs (album de Luther Vandross)
Pour les articles homonymes, voir Songs.
Albums de Luther Vandross
Never Let Me Go
(1993) This Is Christmas
(1995)
Songs est le neuvième album de Luther Vandross, sorti le 27 septembre 1994 chez Epic Records.

## Pistes
| No  | Titre                                | Interprète(s) original      | Durée |
| --- | ------------------------------------ | --------------------------- | ----- |
| 1.  | Love the One You're With             | Stephen Stills              | 5:03  |
| 2.  | Killing Me Softly                    | Lori Lieberman              | 5:33  |
| 3.  | Endless Love (Duo avec Mariah Carey) | Diana Ross et Lionel Richie | 4:20  |
| 4.  | Evergreen                            | Barbra Streisand            | 3:54  |
| 5.  | Reflections                          | Diana Ross & the Supremes   | 3:21  |
| 6.  | Hello                                | Lionel Richie               | 4:44  |
| 7.  | Ain't No Stoppin' Us Now             | McFadden & Whitehead        | 4:53  |
| 8.  | Always and Forever                   | Heatwave                    | 4:53  |
| 9.  | Going in Circles                     | The Friends of Distinction  | 5:12  |
| 10. | Since You've Been Gone               | Aretha Franklin             | 4:15  |
| 11. | All the Woman I Need                 | Linda Clifford              | 4:54  |
| 12. | What the World Needs Now             | Jackie DeShannon            | 5:18  |
| 13. | The Impossible Dream                 | Richard Kiley               | 5:16  |

## Certifications
| Pays                    | Certification |
| ----------------------- | ------------- |
| Canada (Music Canada)   | Platine       |
| États-Unis (RIAA)       | 2 × Platine   |
| Nouvelle-Zélande (RMNZ) | Or            |
| Royaume-Uni (BPI)       | Platine       |